# 绿色工团主义
绿色工团主义（英文：Green syndicalism）或生态工团主义是无政府工团主义的一种形式，他们的主要观点是废除资本主义并建立工人控制的民主政权，他们认为这是有效地解决气候变化和自然环境破坏问题的方法。他们也认为资本主义的市场经济会带来严重的后果，因为他们认为这种处于制度下国家的人民只会关注自己的私人利益，不是去关注全人类的需求。因此他们非常提倡人们深入了解资本主义的缺点与坏处。

## 背景
绿色工团主义是无政府工团主义和生态无政府主义十分相似，但缺乏具体的无政府主义指向和马克思主义中的意识形态。然而，这个术语也被那些支持工团主义和无政府主义的人使用，如作家格雷厄姆·普切斯和杰夫·尚茨。
其方法是工会、更健壮的源自正式工团主义的方法、直接行动和工作场所的民主运动的融合（the Environmental Unionist Caucus of the IWW的一些成员被认为是绿色工团主义者）。这可能与绿色运动和公平贸易组织的密切合作有关。然而，它通常不会采用这些运动的更大政治目标。它更倾向于是工艺和传统工人运动的产物，如保护木质船舶的建造或传统有机牧场的养殖方法。
生态无政府主义和瓦尔登湖哲学运动使得人们相信绿色工团主义者和回归乡间、活命主义者、嬉皮运动或道德传统是密切相关的，相似的运动还有：门诺派教徒和阿米什人等，尤其是从对适用技术的专注上来看。然而，事实上绿色工团主义者通常愿意采用新技术，以及世界上其他类似的组织合作。
尽管朱迪·巴里、达里·查以及其他红木之夏的参与者们从来没有使用过这个单词，但是他们所做的事情却被认为是“绿色工团主义”在实践中最出色例子之一，比如：促进激进环保主义者和木材工人结成同盟，反对企业砍伐西北加州的旧红木森林，等等。